# Ardauli
Ardauli település Olaszországban, Szardínia régióban, Oristano megyében. Lakosainak száma 765 fő (2023. január 1.). Ardauli Ghilarza, Nughedu Santa Vittoria, Tadasuni, Ula Tirso, Neoneli, Sorradile és Boroneddu községekkel határos.

## Népesség
A település népességének változása:
| Lakosok száma | 869  | 852  | 765  |
|               | 2017 | 2018 | 2023 |